# Neuvième circonscription de la préfecture de Saitama
La neuvième circonscription de la préfecture de Saitama (埼玉県第9区, Saitama-ken dai-kyū-ku) est l'une des seize circonscriptions législatives que compte la préfecture de Saitama au Japon.

## Description géographique
Entre 1994 et 2013, la neuvième circonscription de la préfecture de Saitama regroupait les villes de Hannō, Sayama, Iruma et Hidaka et une partie du district d'Iruma comprenant les bourgs de Moroyama et Ogose et le village de Naguri (ja).
Depuis 2013, elle réunit les mêmes unités administratives à l'exception du village de Naguri.

## Députés
| Législature | Début de mandat | Fin de mandat | Député élu             | Parti politique | Parti politique |
| ----------- | --------------- | ------------- | ---------------------- | --------------- | --------------- |
| 41e         | 1996            | 2000          | Matsushige Ōno (ja)    |                 | PLD             |
| 42e         | 2000            | 2003          | Matsushige Ōno (ja)    |                 | PLD             |
| 43e         | 2003            | 2005          | Matsushige Ōno (ja)    |                 | PLD             |
| 44e         | 2005            | 2009          | Matsushige Ōno (ja)    |                 | PLD             |
| 45e         | 2009            | 2012          | Fumihiko Igarashi (ja) |                 | PDJ             |
| 46e         | 2012            | 2014          | Taku Ōtsuka (ja)       |                 | PLD             |
| 47e         | 2014            | 2017          | Taku Ōtsuka (ja)       |                 | PLD             |
| 48e         | 2017            | 2021          | Taku Ōtsuka (ja)       |                 | PLD             |
| 49e         | 2021            | 2024          | Taku Ōtsuka (ja)       |                 | PLD             |
| 50e         | 2024            | -             | Shinji Sugimura (ja)   |                 | PDC             |